# Periοchi Elatia, Pyramis Koutra
Periοchi Elatia, Pyramis Koutra este o arie protejată (arie specială de conservare — SAC, sit de importanță comunitară — SCI) din Grecia întinsă pe o suprafață de 7.215,81 ha, integral pe uscat.

## Localizare
Centrul sitului Periοchi Elatia, Pyramis Koutra este situat la coordonatele 41°31′13″N 24°16′30″E / 41.52033°N 24.274887°E.

## Înființare
Situl Periοchi Elatia, Pyramis Koutra a fost declarat sit de importanță comunitară în august 1996 pentru a proteja 7 specii de animale. Situl a fost protejat și ca arie specială de conservare în martie 2011.

## Biodiversitate
Situată în ecoregiunea mediteraneană, aria protejată conține 10 habitate naturale: Râuri mediteraneene cu debit intermitent, cu specii de Paspalo-Agrostidion, Formațiuni ierboase bogate în specii de Nardus, dezvoltate pe substraturi silicioase în zone montane (și în zone submontane, în Europa continentală), Pajiști uscate din regiunea submediteraneeană estică (Scorzoneratalia villosae), Liziere de ierburi înalte hidrofile de câmpie și de nivel montan până la alpin, Păduri de fag Luzulo-Fagetum, Păduri de fag Asperulo-Fagetum, Păduri de pini scoțieni din masivele Balcanilor și Rodopilor, Păduri panonice-balcanice de stejar turcesc - stejar sesil, Păduri de Quercus frainetto, Păduri acidofile de Picea de la nivel montan la nivel alpin (Vaccinio-Piceetea).
La baza desemnării sitului se află mai multe specii protejate:
- amfibieni (1): izvoraș-cu-burta-galbenă (Bombina variegata)
- mamifere (3): vidră de râu (Lutra lutra), liliac cu urechi mari (Myotis bechsteinii), urs brun (Ursus arctos)
- nevertebrate (2): rădașcă (Lucanus cervus), Ophiogomphus cecilia
- pești (1): Barbus strumicae

Pe lângă speciile protejate, pe teritoriul sitului au mai fost identificate 7 specii de amfibieni, 16 specii de mamifere, 8 specii de nevertebrate, 5 specii de reptile.